# Тип 94
Лёгкая бронемашина Тип 94 (яп. 九四式軽装甲車), «TK» (от Токусю Кэнъинся (яп. 特殊牽引車) — «специальный трактор») — японский малый танк 1930-х годов, по западной классификации относится к танкеткам. Разработан в 1931—1933 годах инженерами Токийской газовой и электрической компании («Гасуден»), прежде всего как бронированный тягач и транспорт для снабжения фронтовых частей или отдалённых гарнизонов. Серийно производился с 1935 по 1940 год, всего было выпущено 823 танка этого типа. Тип 94 применялся в боях в Китае в 1930-х годах, причём помимо своей изначальной роли, оказался эффективен и для выполнения разведывательно-дозорных задач и поддержки пехоты. Применялся в боях Второй мировой войны, хотя к тому времени был в основном вытеснен более совершенным малым танком «Те-Ке». После войны, некоторое количество танков Тип 94 было передано победителями войскам Гоминьдана и НОАК, которые использовали их в гражданской войне. Стоимость производства одного танка составляла около ¥50 тыс.

## Конструкция
Компоновка танка с передним расположением двигателя, отделение управления объединено с боевым. Экипаж состоял из двух человек — механика-водителя, расположенного в рубке в передней части корпуса, справа от двигательного отделения, и командира-стрелка, размещавшегося в башне.
Корпус танка собирался на каркасе из подкладных листов и уголков при помощи заклёпок. Толщина сильно наклонённого лобового листа и маски пулемёта — 12 мм, кормового листа — 10 мм, стенок башни и бортов корпуса — 8 мм, крыши и днища — 4 мм. Посадка и высадка экипажа осуществлялись через люк в кормовой части машины.
Единственным вооружением танка являлся размещённый в башне 6,5-мм пулемёт Тип 91, боекомплект которого составлял 1650 патронов. С 1938 года, в связи со сменой ружейно-пулемётного калибра в японской армии, он заменялся 7,7-мм пулемётом Тип 97. Проводились эксперименты с оснащением танка спаренными пулемётами, но из-за крайне малого объёма башни развития они не получили.
Двигательной установкой танка являлся рядный 4-цилиндровый карбюраторный двигатель «Мицубиси» Тип 94, мощностью 32 л.с.
Подвеска танка выполнялась по ставшей стандартом для японских танков системе Т.Хара — опорные катки попарно блокировались на балансирах, при помощи системы рычагов и тяг соединённых с цилиндрическими спиральными пружинами, размещёнными в горизонтальных трубах по бокам корпуса. Гусеницы стальные мелкозвенчатые, с двумя гребнями, шириной 160 мм.

## Использовался
- Япония
- Маньчжоу-Го — 10 танков[3]

## Боевое применение
Несколько танков входили в состав каждой японской пехотной дивизии. Применялись в том числе на Яве, в Бирме, а также против нидерландских войск в колониях этой страны в Азии.

## Оценка машины
Машина в своем классе вполне удачная: наличие башни, достаточная для танкетки бронезащита, скорость 40 км/ч и запас хода на 200 км. Из минусов стоит выделить слабое вооружение—всего 1 пулемет винтовочного калибра. В целом машина была достаточно эффективна в качестве бронированного тягача и разведчика.

## Где можно увидеть
До нашего времени сохранилось не менее 5 танков Тип 94.
- В экспозиции Парка "Патриот", Кубинка, Московская область. Тип 94 ранней версии, серийный номер 82.
- Частная коллекция Кевина Уиткрофта, Уигстон-Магна, Лестершир. Тип 94 поздней версии. Ранее принадлежал австралийскому коллекционеру Кену Хагсу.
- В экспозиции Танкового музея Китая, Пекин.
- В собрании музея 542-й армейской бригады, военная база Хукоу. Хукоу, Синьчжу.
- В экспозиции Военного Мемориала Австралии, Канберра. Тип 94 ранней версии.